# Cerov Log
Cerov Log je naselje v Občini Šentjernej. Pri Cerovem Logu je nekoč stal dvor Ostraž (Hochstrass), ki je bil prvič omenjen leta 1406 kot hof ze Wolfstarzz. V 17.stol. so zaradi izdaje Uskoki uspeli vdreti v dvorec in ubili lastnika Severina Schweitzerja. Leta 1686 je pogorel a je bil kmalu obnovljen. Od srede 18.stol. o dvoru ni več podatkov.